# Битва при Деметриаде
Битва у Деметриады — морское сражение в начале 1270-х годов между Византией и латинскими сеньорами Эвбеи и Крита у Деметриады.

## Предыстория
После четвёртого крестового похода и последовавшего за этим распада Византийской империи, Эгейское море состояло из латинских княжеств, защищенных военно-морской мощью Венецианской республики. После повторного захвата Константинополя и восстановления Византийской империи в 1261 году одним из главных приоритетов императора Михаила VIII Палеолога была защита столицы от венецианского нападения. Он стал стремиться к союзу с главным её соперников в лице Генуэзской республики, в то время как началась работа по созданию собственного флота.
С помощью своего недавно построенного флота Палеолог в 1263 году отправил экспедицию в Морею против княжества Ахайя. На пороге победы византийские сухопутные войска были застигнуты врасплох и разбиты, а объединённому византийско-генуэзскому флоту был нанесен серьёзный удар численно меньшим венецианским флотом в битве при Сеттепоцци. Это привело к отказу Михаила от союза с Генуей, что привело к пятилетнему мирному договору с Венецией в 1268 году. После нейтрализации Венецианской республики главной угрозой имперским интересам в Эгейском море стали базировавшиеся в Негропонте лангобардские корсары. Остров неоднократно подвергался нападениям византийского флота под командованием Алексея Дуки Филантропина, но постоянных успехов достигнуто не было. Только с 1273 года с помощью латинского перебежчика Ликарио византийские войска продвинулись вперед, захватив ряд крепостей на острове.
В начале 1270-х годов (точная дата неизвестна, в последнее время предпочтение отдают 1272/3 или 1274/5 гг.), Михаил VIII Палеолог начал крупную кампанию против правителя Фессалии Иоанна I Дуки, которую должен был возглавить его родной брат — деспот Иоанн Палеолог. Чтобы воспрепятствовать подмоге от латинян, флот из 73 кораблей во главе с Филантропином был отправлен для набегов на побережье. Однако византийская армия потерпела поражение в битве при Неопатрах, после чего латиняне решили атаковать имперский флот, стоявший на якоре в порту Деметриады.

## Битва
Численность противоборствующих флотов неясна. Византийские силы Никифор Григора оценивает в «более 50» кораблей, венецианец Марино Санудо-Старший — в 80. Объединённый латинский флот, состоящий из ломбардских и венецианских кораблей из Негропонте и Крита состоял из 30 (Григора) — 62 (Санудо) кораблей. Все источники подтверждают, что латинский флот численно уступал византийскому примерно на треть. В соответствии с перемирием, венецианцы Негропонте сохраняли нейтралитет, хотя некоторые из них в личном порядке участвовали в сражении на стороне единоверцев.
Латинский флот застал византийцев врасплох, первоначальная атака была настолько яростной, что они добились значительного перевеса. Их корабли с возведёнными высокими деревянными башнями имели преимущество, многие византийские моряки и солдаты были убиты или утонули. Однако, когда победа казалась уже близкой, прибыло подкрепление во главе с отступавшим из Неопатр деспотом Иоанном Палеологом. Узнав о битве, он с собранными к тому моменту отрядами проплыл за одну ночь 40 миль и достиг Деметриады как раз в тот момент, когда византийский флот начал колебаться.
Его прибытие подняло боевой дух византийцев, и переправленные на борт кораблей на небольших лодках люди восполнили понесённые потери и помогли переломить ситуацию. Бой продолжался весь день, к ночи все латинские корабли, кроме двух, были захвачены. Латинские потери были тяжелыми, среди них по одним источникам мог быть триарх центральной части Негропонта Гульельмо II да Верона. Многие другие дворяне были захвачены в плен, в том числе венецианец Филиппо Сануда, который, вероятно, был главнокомандующим флотом.

## Последствия
Победа при Деметриаде во многом смягчила для византийцев катастрофу Неопатр и положило начало длительному наступлению в Эгейском море: к 1278 г. Ликарио подчинил себе всю Эвбею, за исключением её столицы Халкиды, а к 1280 г. в качестве великого адмирала византийского флота отвоевал большую часть местных островов. Его достижения не продлились долго после: к 1296 году латиняне вернули себе весь остров.

### Комментарии
1. ↑  Дата битвы при Неопатрасе, а следовательно, и последующей битвы при Деметрии, является предметом споров. Ряд историков (Дено Дж. Геанакоплос,[5] Дж. Лонгнон[фр.],[6]Дональд Никол) поддерживали предложенный в XIX в. Хопфом 1275 год, выбранный на основе трактовки хроники Марино Санудо, и помещали фессалийскую кампанию после Лионского собора. Эта датировка до сих пор используется рядом современных ученых, таких как Джон Ван Антверпен Файн.[7] Другие историки приняли дату 1271 г., предложенную ученым-иезуитом 17-го века Пьером Пуссином[фр.] на основе трактовки хроники Г. Пахимера, эти данные были повторно актуализированы Раймондом-Жозефом Ленертцем[англ.] в 1960-х годах.[8] Альберт Фейллер повторно датировал события 1272/1273 гг.,[9] версия была принята рядом учёных, включая Элис-Мэри Талбот и Оксфордский словарь Византии.[10]